# 마르크 슈텐데라
마르크 슈텐데라(독일어: Marc Stendera, 1995년 12월 10일 ~ )는 독일의 축구 선수로 포지션은 공격형 미드필더이다.

## 클럽 경력
슈텐데라는 2012-13시즌 바이에른 뮌헨과의 홈경기에서 데뷔전을 치렀다.

## 대표팀 경력
각 연령별 대표팀을 거치고 있는 슈텐데라는 2015년 FIFA U-20 월드컵에서 브론즈 부트를 수상하였으며 독일팀은 8강에서 말리와의 승부차기 끝에 탈락했다.